# Nintendo presenta: New Style Boutique 2 - ¡Marca tendencias!
Nintendo presenta: New Style Boutique 2 - ¡Marca tendencias!, conocido en América como Style Savvy: Fashion Forward, y en Japón como   Girls Mode 3: Kirakira Code (GIRLS MODE 3 キラキラ☆コーデ?), es un videojuego de moda y gestión económica desarrollado por syn Sophia y publicado por Nintendo para la consola Nintendo 3DS. Se trata del tercer juego de la serie Style Boutique. Salió la venta el 16 de abril de 2015 en Japón, el 20 de noviembre de 2015 en Europa y el 19 de agosto de 2016 en América.
Las figuras amiibo son compatibles con el juego, permitiendo desbloquear prendas especiales. Es posible utilizar todos los amiibo de la línea "Super Smash Bros." y "Super Mario", aunque sólo algunos permitirán desbloquear estas prendas especiales. Mario desbloquea su gorra, Peach su corona, Yoshi una chaqueta con capucha temática, Kirby un bolso, y Bowser, Toad y Luigi una pinza para el cabello con forma de Super Estrella.
El 16 de abril de 2015 salió a la venta un tema pera el menú HOME en Japón, basado en el juego.